# Millwall Football Club 2012-2013
Questa pagina raccoglie i dati riguardanti il Millwall Football Club nelle competizioni ufficiali della stagione 2012-2013.

## Rosa
| N. |                        | Ruolo | Calciatore        |
| -- | ---------------------- | ----- | ----------------- |
| 1  | Irlanda (bandiera)     | P     | David Forde       |
| 2  | Irlanda (bandiera)     | D     | Alan Dunne        |
| 3  | Nigeria (bandiera)     | D     | Danny Shittu      |
| 4  | Inghilterra (bandiera) | C     | Josh Wright       |
| 5  | Inghilterra (bandiera) | D     | Paul Robinson (C) |
| 6  | Inghilterra (bandiera) | C     | Liam Trotter      |
| 7  | Inghilterra (bandiera) | A     | Darius Henderson  |
| 8  | Francia (bandiera)     | C     | Therry Racon      |
| 9  | Inghilterra (bandiera) | A     | John Marquis      |
| 11 | Inghilterra (bandiera) | A     | Shaun Batt        |
| 12 | Australia (bandiera)   | D     | Shane Lowry       |
| 14 | Inghilterra (bandiera) | C     | James Henry       |

| N. |                             | Ruolo | Calciatore       |
| -- | --------------------------- | ----- | ---------------- |
| 15 | Inghilterra (bandiera)      | C     | Liam Feeney      |
| 16 | Inghilterra (bandiera)      | D     | Mark Beevers     |
| 19 | Inghilterra (bandiera)      | C     | Chris Taylor     |
| 20 | Irlanda (bandiera)          | A     | Andy Keogh       |
| 21 | Inghilterra (bandiera)      | D     | Jack Smith       |
| 22 | Francia (bandiera)          | A     | Dany N'Guessan   |
| 24 | Inghilterra (bandiera)      | D     | Jake Goodman     |
| 26 | Comore (bandiera)           | C     | Nadjim Abdou     |
| 27 | Inghilterra (bandiera)      | D     | Karleigh Osborne |
| 28 | Inghilterra (bandiera)      | D     | Scott Malone     |
| 30 | Irlanda (bandiera)          | A     | Aiden O'Brien    |
| 33 | Irlanda del Nord (bandiera) | P     | Maik Taylor      |